# Gustavs Zemgals
Gustavs Zemgals, född 12 augusti 1871 i Tukums, Guvernementet Kurland, Kejsardömet Ryssland, död 6 januari 1939 i Lettland, var en lettisk politiker och Lettlands andra president.

## Biografi
År 1899 examinerades han som jurist vid Moskvauniversitetet och återvände då till Lettland där han arbetade som jurist, redaktör och politisk aktivist. År 1904 sändes han till fronten i det rysk-japanska kriget under ett och ett halvt år och befordrades till kapten. Efter hemkomsten 1905 blev han en av grundarna till en ny liberal tidning Jaunā Dienas Lapa och senare en av dess redaktörer. Han var även redaktör för tidningens efterträdare, Mūsu Laiki. I juli 1907 dömde domstolen i Riga honom till tre månaders arrest för hans arbete med Mūsu Laiki. En kort tid därefter grundade han Demokratiska Centra partija tillsammans med några andra politiska aktivister. Mellan 1912 och 1914 arbetade han på tidningen Domas.
När första världskriget utbröt 1914 mobiliserades han åter och placerades i centrala Lettland för att senare sändas till Finland. Zemgals återvände till Riga och blev den 23 april 1917 vald till stadens ordförande. År 1918 blev han aktiv i Lettlands tillfälliga nationella råd. Som medlem i det lettiska radikaldemokratiska partiet blev han andre vice ordförande vid Tautas Padome, ett representativt råd bestående av lettiska politiska partier och organisationer. Han var ordförande när Tautas padome förklarade Lettlands självständighet den 18 november 1918 och valdes den 3 december samma år till ordförande i Rigas stadsfullmäktige.
När bolsjevikernas makt ökade och de närmade sig Lettland sände Tautas Padome Jānis Čakste och Gustavs Zemgals utomlands för att bevaka landets intressen. De båda reste tillsammans med flera andra från regeringen till Köpenhamn på ett brittiskt krigsskepp, men Zemgals återvände till Riga bara två månader senare för att försöka återupprätta Tautas Padome. Han greps dock av tyska armén tillsammans med en grupp lojala politiker.
Senare blev han ledamot av det lettiska parlamentet, Saeima, för Demokratiska Centra partija och minister i flera regeringar. Efter Jānis Čakstes död 1927 valdes han till landets president. Som president påverkade han Saeimas lagstiftning mycket lite och återremitterade bara ett lagförslag. Han utnyttjade sin rätt att bevilja amnesti desto mer. Under hans presidenttid fick 648 personer amnesti; 172 av dessa fick fullständig amnesti. Han tjänstgjorde som president till 1930, då hans ämbetsperiod gick ut och han vägrade att ställa upp för omval, trots att många önskade detta.
Efter presidenttiden fortsatte han att arbeta politiskt och valdes in i den fjärde Saeiman där han var ledamot i utrikes- och finanskommissionen samt i handels- och industrikommissionen. Åren 1931–1932 var han landets finansminister.
Å 1926 tilldelades han Tre Stjärnors orden (den högsta lettiska orden) av tredje och lägsta graden. År 1929 mottog den högsta första graden.
Under 1930-talet publicerade Zemgals artiklar i tidningen Jaunākās Ziņas.
Efter sin död den 6 januari 1939 begravdes han i Riga. År 1990 restes ett monument över honom i födelseorten, Džūkste.